# Malaconotus gladiator
Gladiador-de-peito-verde ou picanço-de-peito-verde (Malaconotus gladiator) é uma espécie de ave da família Malaconotidae.
Pode ser encontrada nos seguintes países: Camarões e Nigéria.
Os seus habitats naturais são: regiões subtropicais ou tropicais húmidas de alta altitude e campos de altitude subtropicais ou tropicais.
Está ameaçada por perda de habitat.